# Engholm Sogn
Engholm Sogn er et sogn i Hillerød Provsti (Helsingør Stift).
Engholmkirken blev indviet i 1994, og 1. januar 1995 blev Engholm Sogn udskilt af Lynge Sogn og Uggeløse Sogn. Begge sogne hørte til Lynge-Frederiksborg Herred i Frederiksborg Amt. Lynge-Uggeløse sognekommune blev ved kommunalreformen i 1970 indlemmet i Allerød Kommune.
I Engholm Sogn findes følgende autoriserede stednavne:
- Høveltsvang (bebyggelse, ejerlav)
- Lynge By (bebyggelse, ejerlav)
- Lynge Overdrev (bebyggelse)
- Stolelyng (bebyggelse)